# Hrabstwo Wayne (Nebraska)

Piramida wieku hrabstwa

Hrabstwo Wayne (ang. Webster County) – hrabstwo w stanie Nebraska w Stanach Zjednoczonych. W roku 2010 liczba mieszkańców wyniosła 9595. Stolicą i największym miastem jest Wayne.

## Geografia
Całkowita powierzchnia wynosi 1149 km² z czego woda stanowi 0,01%.

### Miejscowości
- Wayne

### Wioski
- Carroll
- Hoskins
- Sholes
- Winside